# 索妮娅·查努·恩冈格巴姆
索妮娅·查努·恩冈格巴姆（1980年2月15日—）是一名印度举重运动员，身高1.45米。2010年，在广州亚运会48公斤级举重比赛中以170千克的成绩获得第五名。她也参加了2012年夏季奥林匹克运动会。